# Winand Staring

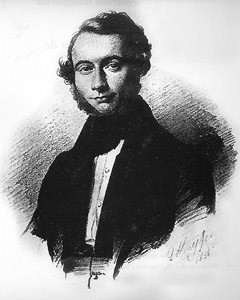
Winand Carel Hugo Staring

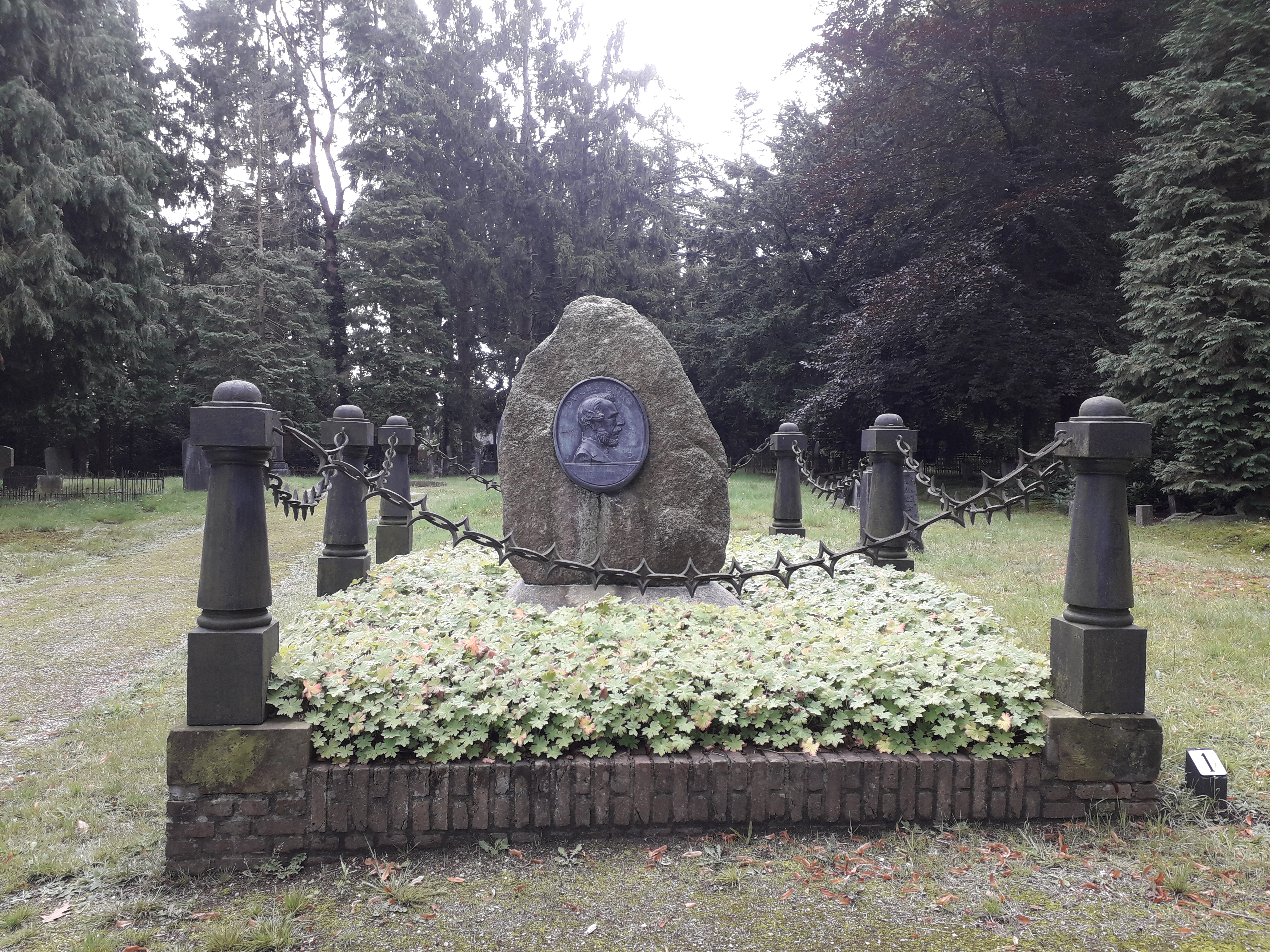
Starings graf op de oude begraafplaats te Lochem

Winand Carel Hugo Staring (Wildenborch, 5 oktober 1808 – Klein Dochteren, 4 juni 1877) was de grondlegger van de geologie in Nederland, bodemkundige, pionier in de landbouwkunde en voorvechter van onderwijsverbetering. Ook heeft hij blijk gegeven van nieuwe inzichten omtrent de bosbouw.

## Levensloop
Staring was de zoon van de dichter A.C.W. Staring en bewoonde de buitenplaats De Boekhorst in Klein Dochteren, niet ver van zijn ouderlijk huis, kasteel De Wildenborch. Na de Latijnse school in Zutphen ging hij in 1827 naar de universiteit van Leiden waar hij zich als rechtenstudent inschreef. Al snel veranderde hij echter van studierichting om verder te gaan met zoölogie binnen de faculteit Wis- en Natuurkunde. In 1831 nam Winand als lid van de Vrijwillige Leijdsche Jagers deel aan de Tiendaagse Veldtocht. Op 6 december 1833 promoveerde hij op het proefschrift over de toenmalige stand van zaken op het gebied van geologie, getiteld Specimen academicum inaugurale de geologia patriae.
Na zijn promotie nam Winand van 1833 tot 1845 de administratie en het landelijk beheer van Kasteel De Wildenborch op zich alsmede het bestuur over de bezittingen van zijn minderjarige neef Jan Brants. Hij begon tevens als griffier bij de vrederechter in Vorden, en was later griffier bij het kantongerecht in Lochem.
In 1846 vestigden Staring en zijn familie zich op het landgoed De Boekhorst. 
Van 1852 tot 1863 was hij secretaris van de hoofdcommissie Geologisch Onderzoek van Nederland, met een onderbreking van 1855 tot 1857, toen de werkzaamheden van de hoofdcommissie waren stilgelegd als gevolg hoog opgelopen meningsverschillen binnen de commissie. De andere leden waren Jacob G.S. van Breda (voorzitter), Pieter Harting en Friedrich Miquel. Deze commissie had als opdracht een geologische kaart van Nederland samen te stellen. Vanaf 1857 heeft Staring als enige het werk voor de geologische kaart voltooid. In het studiejaar 1862-63 verzorgde Staring tijdelijk het onderwijs in de geologie en de mineralogie aan de Koninklijke Akademie te Delft. Staring kan ook worden beschouwd als de grondlegger van de bodemkunde in Nederland, met zijn publicatie De bodem van Nederland, de samenstelling en het ontstaan der gronden in Nederland uit 1856 
Staring ging ervan uit dat geologie, bodemkunde en landbouwkunde nauw met elkaar verbonden zijn. Op landbouwkundig terrein liet hij zich dan ook niet onbetuigd. In 1846 was hij medeoprichter en tot 1852  secretaris van de Gelderse Maatschappij van landbouw. Hij schreef jarenlang het Verslag van den Landbouw, dat jaarlijks werd uitgegeven en in 1862 publiceerde hij het indrukwekkende boekwerk Huisboek voor den Landman in Nederland. Diverse verhandelingen van zijn hand over het belang van wetenschappelijke landbouw zagen het licht en vanaf 1848 publiceerde hij elk jaar zijn Almanak voor den Landman, waarin hij voor de boerenstand de laatste ontwikkelingen op het gebied van landbouwverbeteringen beschreef. 
In 1863 werd de Wet houdende regeling van het middelbaar onderwijs van Thorbecke aangenomen.  In die wet werd de oprichting van de HBS mogelijk gemaakt. Tevens werd voorzien in de oprichting van een Rijkslandbouwschool. Staring werd aangesteld als een van de drie inspecteurs van het middelbaar onderwijs speciaal belast met het landbouwonderwijs. Hij was de drijvende kracht achter de oprichting van de Rijkslandbouwschool in Wageningen, de voorloper van de Wageningen Universiteit. Hoewel Staring vaak gepleit had voor een vorm van hoger landbouwonderwijs voorzag de onderwijswet van Thorbecke alleen in landbouwonderwijs van middelbaar niveau. Toch duurde het nog enige tijd voordat een rijksmiddelbare landbouwschool gerealiseerd zou worden. Als onderwijsinspecteur kon Staring geen initiatieven nemen, maar hij deed in 1871 de suggestie aan een bevriend Kamerlid om een dergelijke opleiding in Wageningen te stichten. De lessen op de Rijkslandbouwschool begonnen in september 1876. De officiële opening was op 11 september 1877, drie maanden na het overlijden van Staring. 
Staring was lid van de Provinciale Staten van Gelderland. Vanaf 1847 was hij corresponderend lid en vanaf 1851 lid eerste klasse van de Koninklijke Nederlandsche Akademie van Wetenschappen bij de afdeling natuurkunde. 
Huwelijk
Staring trouwde in 1838 met Catharina Arnoldina Christina van Löben Sels (22 mei 1807-28 sept. 1876). Het echtpaar kreeg zeven kinderen. Twee daarvan overleden eerder dan Winand en zijn vrouw. 

## Waardering
Naar hem was het in 1967 geopende Staringgebouw in Wageningen vernoemd. Hierin waren de Stichting voor Bodemkartering (StiBoKa), het Instituut voor Cultuurtechniek en Waterhuishouding (ICW), het International Institute for Land Reclamation and Improvement (ILRI) en enkele kleinere instituten gevestigd. In 1989 zijn deze gefuseerd tot een organisatie, het Staring Centrum, in het buitenland bekend als het Winand Staring Centre. Op 1 januari 2000 is het Staring Centrum opgegaan in het nieuw gevormde onderzoeksinstituut voor de groene ruimte Wageningen Environmental Research (aanvankelijk onder de naam Alterra). Ook bestaat in Wageningen een Staringlaan.

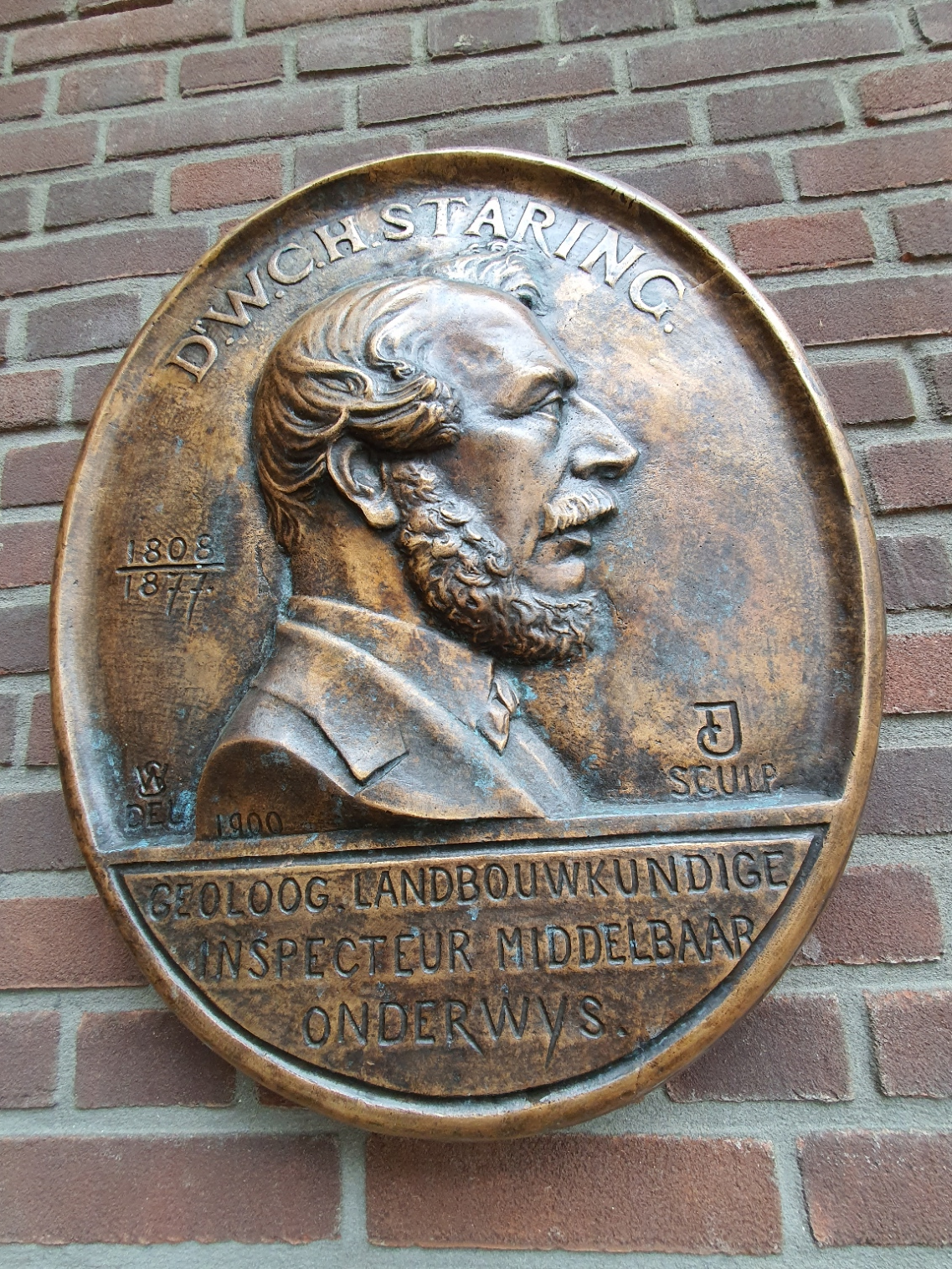
Plaquette Winand Staring

Onregelmatig verschijnende wetenschappelijke publicaties van de NGV verschijnen onder de naam Staringia. Jaarlijks houdt de KNGMG de zogenoemde Staringlezing. 
In Hoog-Keppel bevindt zich de naar hem vernoemde Stichting Staring Advies, kenniscentrum voor natuur en landschap in Achterhoek en Liemers.
Aan de gevel van het Staringmuseum in Almen is in november 2022, bij gelegenheid van de opening van een tentoonstelling over W.C.H. Staring, een plaquette onthuld van een kopie van het medaillon op het praalgraf van Staring.

## Monument

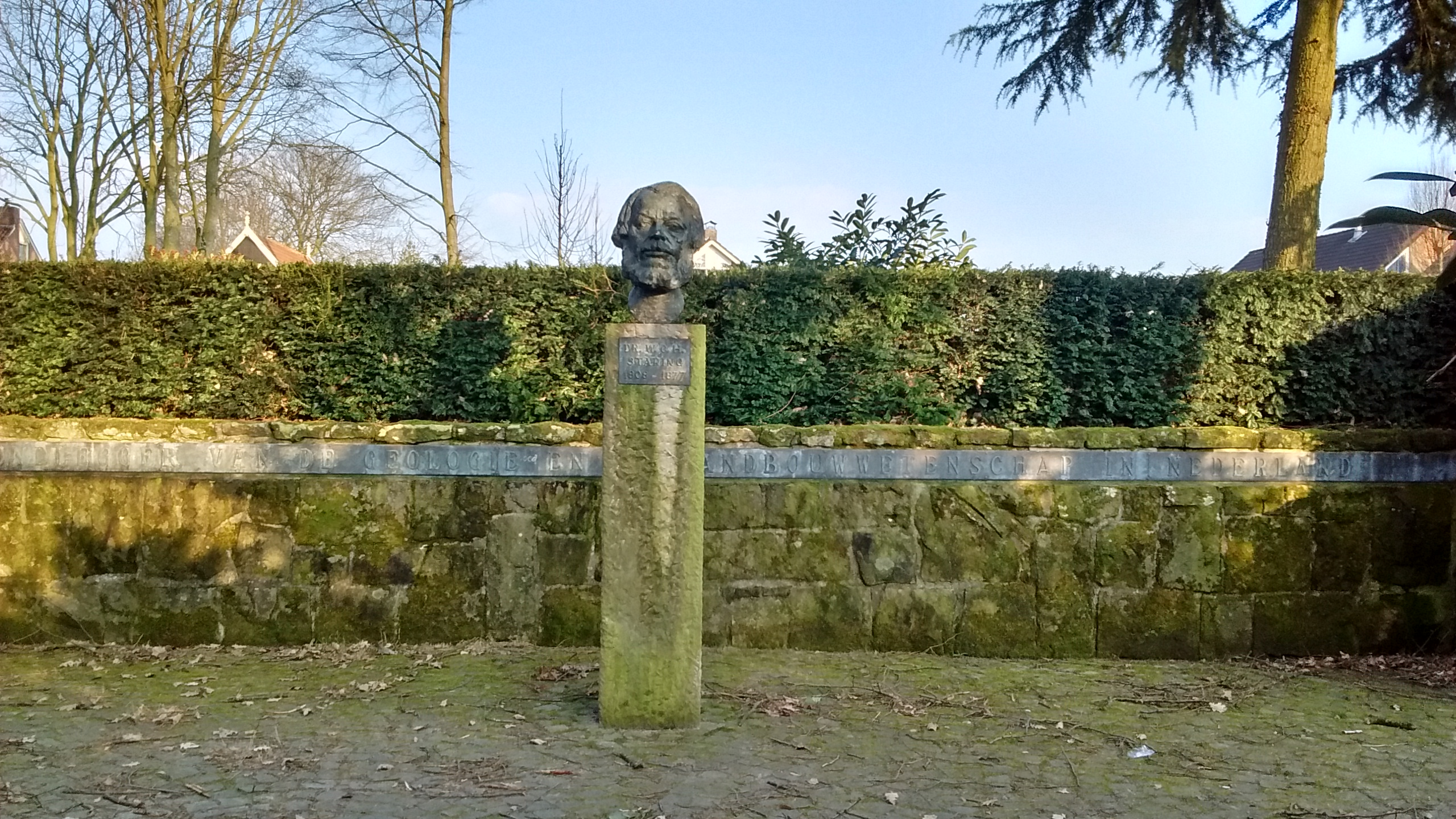
Staringmonument in het Overijsselse Losser

Op de Losserse Es in Overijssel bevindt zich het Staringmonument. Dit bestaat uit een buste van Staring met op de halfronde muur erachter de tekst: grondlegger van de geologie en landbouwwetenschap in Nederland. Naast het monument bevindt zich de Staringgroeve. Staring heeft hier in 1843, op verzoek van de toenmalige burgemeester van de gemeente Losser, onderzoek gedaan naar de Losser Zandsteen die hier dicht aan de oppervlakte komt. In tegenstelling tot de in het nabij gelegen Bad Bentheim aanwezige zandsteen bleek die van Losser zachter en daardoor ongeschikt als bouwmateriaal.

## Publicaties
- Specimen academicum inaugurale de geologia patriae[a]. Dissertatie. (1833)
- Handboek voor verdrinkenden en liefhebbers van varen, ..., en behelzende eene inleiding en de Berkel-nooden[b] (1842)
- De aardkunde en de landbouw van Nederland. Eene voorlezing, gehouden voor de Overijsselsche vereeniging ter ontwikkeling van provinciale welvaart[c] (1844)
- Proef eener Nederlandsche Kunstspraak (terminologie), voor de aardkunde of geologie[d] (1844)
- De aardkunde van Twenthe. Eene voorlezing, gehouden voor de Overijsselsche Vereeniging tot ontwikkeling van Provinciale Welvaart[e] (1845)
- De aardkunde van Salland en het Land van Vollenhove. Eene voorlezing[f] (1846)
- Over de oprigting eener Nederlandsche hoogeschool van den landbouw[g] (1847)
- De koloniën der Maatschappij van Weldadigheid in 1846[h]. Beoordeeld door W.C.H. Staring en J.K.W. Quarles van Ufford (1847)
- De Nederlandsche wateren. Eene voorlezing, gehouden voor de Overijsselsche Vereeniging ter Bevordering van Provinciale Welvaart[i] (1847)
- De landbouw op de Nederlandsche zandgronden, in zijnen voormaligen, tegenwoordigen en toekomstigen toestand. Een voorlezing; gehouden den 3den maart 1848 voor de Overijsselsche vereeniging ter bevordering van provinciale welvaart[j] (1848)
- Almanak voor den Gelderschen, Overijsselschen en Drentschen landman[k][l] (1848-1850)
- Landhuishoudelijke luchtkasteelen in Nederland. Voorlezing in de Overijsselsche vereeniging tot ontwikkeling van provinciale welvaart'[m] (1849)
- Notice sur les colonies agricoles de la Société néerlandaise de bienfaisance[n] (1849)
- Alphabetische naamlijst van Nederlandsche geschriften, over landbouw, veeteelt, vee-artsenijkunde, houtteelt en tuinbouw. Zoo als die afzonderlijk uitgegeven, of in tijdschriften en werken van genootschappen opgenomen zijn. Met eene naamlijst der schrijvers[o] (1851)
- Almanak voor den landman in Groningen, Friesland, Drenthe, Overijssel, Gelderland, Utrecht en Noord-Brabant[p][q][r][s] (1851-1855)
- De geologie van Nederland. Handleiding voor de bezigtigers der verzameling, welke op het Pavilioen te Haarlem bijeengebragt is, door de commissie belast met het vervaardigen eener geologische kaart en beschrijving van Nederland[t] (1853)
- Het droogleggen van landerijen[u] (1855)
- De bodem van Nederland. De zamenstelling en het ontstaan der gronden in Nederland ten behoeve van het algemeen beschreven[v][w] (1856-1860) (2e ed. Zwolle 1878)
- Voormaals en thans. Opstellen over Nederlands grondsgesteldheid[x] (1858)
- Almanak voor den Gelderschen, Overijsselschen en Drentschen Landman. Zwolle (jaarlijks verschenen van 1848 t/m 1853. Later werd het verspreidingsgebied ruimer. Na 1856 werd de aanduiding Almanak voor den Landman, vanaf 1863 ‘Dr. Staring’s Almanak voor den Nederlandschen Landman
- Geologische kaart van Nederland, schaal van 1:200.000[y] (1858-1869). 2e druk 1888-1889
- Huisboek voor den Landman in Nederland[z] (1860)
- Schoolkaart voor de natuurkunde en de volksvlijt van Nederland[aa] (1860)
- Verslag over de landhuishoudkundige school te Groningen en het landbouwonderwijs in naburige rijken[ab] (1861)
- Landbouwlessen in 1862 te London verzameld[ac] (1863)
- Verklaring van de Schoolkaart voor de natuurkunde en de volksvlijt van Nederland[ad] (1866)
- De runderpest in Nederland[ae] (1866)
- Natuurkunde en volksvlijt van Nederland, strekkende ter verklaring der kaarten voor aardkunde, landbouw, nijverheid, weerkennis en waterstaat[af] (1870)
- Onze vogels, de nuttige en schadelijke[ag] (1875)
- Gepaste en ongepaste bescherming van dieren[ah] (1877)

Een uitgebreide publicatielijst vindt men op pagina 89 en verder van "Dr. W.C.H. Staring gehuldigd op zijnen honderdsten geboortedag, 5 October 1908". (zie onder het kopje "Literatuur")